# Lac Ouescapis
Lac Ouescapis är en sjö i Kanada.   Den ligger i regionen Nord-du-Québec och provinsen Québec, i den östra delen av landet, 500 km norr om huvudstaden Ottawa. Lac Ouescapis ligger 277 meter över havet. Arean är 4,7 kvadratkilometer. Den sträcker sig 4,0 kilometer i nord-sydlig riktning, och 1,8 kilometer i öst-västlig riktning.
Trakten runt Lac Ouescapis är nära nog obefolkad, med mindre än två invånare per kvadratkilometer.